# パレオロクソドン
パレオロクソドン（Palaeoloxodon）は絶滅したゾウ科の属。鮮新世のアフリカで誕生し、更新世のユーラシアに拡大した。この属の種としてはナウマンゾウが有名。既知最大種のゾウも含まれ、肩高4m超のヨーロッパのPalaeoloxodon antiquusやインドのPalaeoloxodon namadicus（史上最大の陸生哺乳類とされる）が含まれる。いっぽうで、この属には、地中海の島々での島嶼化によって進化した種も多く存在し、体高わずか1mの最小のゾウも含まれる。この属は、松本彦七郎によって記載された後、分類学的には多くの議論の歴史があり、アフリカゾウ属（Loxodonta）やアジアゾウ属（Elephas）に属すのではないかと何度か提起されてきた。今日では一般的に別属とされているが、Paleoloxodonを認めない研究者はアジアゾウ属（Elephas）に含む。

## 種
- レッキゾウ[5] Palaeoloxodon recki (東アフリカ、400-60万年前[6])
- アンティクースゾウ[7] Palaeoloxodon antiquus (ヨーロッパ、中東、西アジア)
- ?Palaeoloxodon huaihoensis (中国、おそらくP. naumanniとシノニム)
- ナルバダゾウ[7]、ナマディクスゾウ[8] Palaeoloxodon namadicus[9] (インド亜大陸、おそらく他のアジアにも。本属最大種かつ史上最大の陸上哺乳類)
- ナウマンゾウ[7] Palaeoloxodon naumanni (日本、おそらく中国と朝鮮にも[10]。ナルダバゾウの亜種の可能性あり)
- トルクメニアゾウ[7]、トルクメニゾウ[8] ?Palaeoloxodon turkmenicus (中央アジア、未詳[11]。アンティクースゾウのシノニムの可能性あり[8])

### 地中海で島嶼化した種
（P. antiquusの子孫の可能性あり）
- Palaeoloxodon chaniensis (クレタ島)
- Palaeoloxodon creutzburgi (クレタ島)
- Palaeoloxodon xylophagous (キプロス)
- Palaeoloxodon cypriotes (キプロス)
- Palaeoloxodon lomolinoi (ナクソス島)
- Palaeoloxodon tiliensis (ティロス島)
- Palaeoloxodon melitensis (マルタ島)
- Palaeoloxodon mnaidriensis (シチリア島、マルタ島)
- Palaeoloxodon falconeri[12] (シチリア島、マルタ島)